# 工藤ひなき
工藤 ひなき（くどう ひなき、2000年2月15日 - ）は、日本の女性タレント、歌手、女優、声優である。神奈川県出身。合同会社ダーナ・ワークス所属。
ガールズユニット「A応P」（アニメ“勝手に”応援プロジェクト）全活動期（2017年 - 2021年）のメンバー。
アイドルユニット「セプテントリオン」のメンバー（2022年 - ）。
人狼パフォーマンスユニット「BABYWOLF（ベイビーウルフ）」のメンバー（2024年4月 - ）。

## 略歴
2017年5月、「A応Pメンバー候補生オーディション」に合格し、A応Pの候補生ユニット「A応P ZERO」として活動開始。
2018年3月、「A応P」へ昇格し、正規メンバーとなる。メンバーカラーは「ラベンダー」。
2019年11月、JTBエンタテインメントへ所属。
2020年8月、巴奎依卒業イベント「A応P-アニメ応援プロジェクト- BEST of BEST!!!!!!!! Next Gene ration～」にて巴奎依からピンクを引き継ぎメンバーカラーを「ピンク（ラベンダーピンク）」に変更。
2020年10月、アニメ「お文具さんといっしょ」、つぶ豆さんの声を担当することが決定。
2020年12月、2021年3月31日でA応P活動終了を発表、終了後も芸能活動を続けて行く事も発表。
2021年3月31日、A応P活動終了と共にJTBエンタテインメントから退所。
2021年4月から、マルチタレントとして活動。
2022年4月から、合同会社ダーナ・ワークス所属。
2022年9月6日、「PlusOne Project オーディション」に合格し、PlusOne Projectとして活動開始。肩書きはアイドル見習いで、メンバーカラーはホワイト。
2022年12月、並木さくらと「さくち&ひなきの『あとで消すかもチャンネル』」を開設。
2024年2月、あなろぐゲーム同好会を開設。
2024年4月、BABYWOLF 5期生として参加。

## 人物
- 「ひなき」の名前は、2月15日の誕生花「デイジー（雛菊）」に由来する。
- ダークファンタジーアニメが好きであり、特に好きなアニメに「結界師」、「黒執事」、「ヴァンパイア騎士」、「ローゼンメイデン」、「GOSICK -ゴシック-」を挙げている[3]。
- 趣味は、「読書」「ホラー&謎解き」、「ゲーム」[3]→「読書」、「マンガ収集」、「抹茶スイーツ集め」、「手芸」、「音楽（クラシック・ボカロ）」[1]。
- 特技は、「両手使うこと(両利き)」、「柔軟体操」[3]→「心理学」、「クラシックバレエ」、「アニメ」、「小説」、「柔軟体操」、「速読」[1]。
- 小学校入学時、「エレクトーン」と「クラシックバレエ」を習い始め、「エレクトーン」は小学3年、「クラシックバレエ」は高校2年の頃まで続ける。
- 小学4年の頃、「書道」を習い始め、高校1年の頃まで習っており、コンクールにも出品していた。
- 元々左利きであったが、書道を習った際、文字を書く際は右利きに矯正され、その後両手とも使えるようになる。
- 小説「殺人鬼探偵の捏造美学」の感想をTwitterで投稿したことがキッカケで、書店宣伝物に起用されることが決定した。
- 「犬・猫ともにアレルギーはあるが好き」「犬・猫よりも爬虫類が好き」と発言している。
- 自分の中で一番フレッシュだなと思うところは、「心持ち！常に1番新人の気持ちでいます！！」と発言している。[4]
- 声優になろうと思ったきっかけは、「アニメが好きで好きで堪らなかったから！」と発言している。[4]
- 25年後の自分は、「落ち着いたお姉さんになっていると信じたい！」と発言している。[4]
- 自分のキャッチコピーは、「アニメの魅力を届ける妖精さん」と発言している。[4]

## 出演
太字はメインキャラクター。

### テレビアニメ
- お文具さんといっしょ（2021年 -、つぶ豆さん）[5][6]

- とーがね!おまつり部（2022年4月 -、神代すばる）[7][8]
- とーがね!クロニクル（2024年4月 -、神代すばる）[9]

### ゲーム
- War of Zodiac（2021年 -、スイ）[10]

- 三国志ブラスト-少年ヒーローズ（2022年 -、カボチャ魔女）
- 星間パイオニア（2022年 -、ミネッティ）[11][12]

### アプリ
- Voidol 音宮うらら（2023年9月 -）[13]

### テレビドラマ
- 友だちがゾンビになったらどうする（2019年7月 -、チバテレ）- マキ 役[14]

- 私はゾンビ（2021年8月 -、テレビ埼玉）- 太田鈴 役[15]

### テレビCM
- AT-X「引越編」（2018年）[16]
- 佐鳴予備校「その一歩が差になる編」（2018年）

### ラジオ
- 森谷里美の完パケラジオ！（2021年8月20日ゲスト、響 - HiBiKi Radio Station）
- 森谷里美の完パケラジオ！（2021年8月27日ゲスト、響 - HiBiKi Radio Station）
- J Cross Style（2021年12月12日ゲスト、渋谷クロスFM）

- Star Radio ゆめステーション（2022年6月21日ゲスト、Tokyo Star Radio）
- Star Radio ゆめステーション（2022年12月27日ゲスト、Tokyo Star Radio）

### 本関係
- 講談社タイガ3周年記念フェア（2018年）
- 殺人鬼探偵の捏造美学（講談社タイガ）帯、POP（2018年）
- 京都寺町三条のホームズ 第11巻（双葉文庫）店頭POP（2019年）
- 『勇者ズム！文庫　～勇者ズム！小説アンソロジー～』執筆参加（2019年）[17]

### コラム
- ひな基地に是非とも置いておきたい！A応P工藤的注目アニメ（2019年）[18]

### 舞台
- ［Otona Project 第二十九弾］ 演劇ユニット【爆走おとな小学生】 第十回課外授業『Office-9no1-』（2020年2月27日 - 3月8日、CBGKシブゲキ!!）彩目 役[19]
- ジュブナイル学園2020（2020年5月20日 - 24日、新宿村LIVE）西中島南方役＜新型コロナウイルスの影響で中止[20]＞
- ジュブナイル学園2021〜日本語版〜（2021年5月19日 - 23日、新宿村LIVE）西中島南方 役[21]
- Soft Boiled Theater-3「ゴールデン街の片隅で」（2021年8月18日 - 22日、シアターサンモール）女神 役
- Theater-4「カルテットルーム」(2021年10月20日 - 24日、中目黒キンケロ・シアター）大和田杏奈 役
- リニアダッシュ（2021年11月20日 - 23日、R’ sアートコート）茂木一透 役
- スクワッド（2022年2月16日 - 20日、萬劇場）〈新型コロナウイルスの影響で中止[22]〉
- ミュージカル「遥かなるミドルガルズ」（2022年4月5日 - 10日、新宿シアターブラッツ）井田静 役
- 逢魔が刻に（2022年4月29日 - 5月8日、ラゾーナ川崎プラザソル）風牙 役
- 星降る学校（2022年6月8日 - 6月12日、萬劇場）Aチーム・ヨシノ 役[23]
- ガールズハイパーミュージカル「タイラー」（2022年7月20日 - 7月24日、新宿シアターブラッツ）アザリン 役
- たんぺんの会〜DYANCE〜（2023年1月25日 - 1月29日、北池袋新生館シアター）翠川ハナ 役[24]
- 15少女漂流記2023（2023年3月1日 - 3月5日、池袋・シアターKASSAI）吉田愛（あいぽん）役[25]
- 通勤急行大爆破～Mind the GAP～（2023年5月24日 - 5月28日、池袋・シアターKASSAI）相葉真子 役[26]
- 舞台 〜POP☆STAGE season2〜 絶対に負けられない戦いがそこにある POP☆SWEET VS カマーズ26 Live Stage in 新宿村LIVE（2023年9月27日 - 10月1日、新宿村LIVE）河北ソラ 役[27]
- みちこのみたせかい 2023（2023年11月1日 - 11月5日、池袋・シアターKASSAI）剣先千代 役[28]
- 舞台 リニアダッシュ！RE POLE POSITION（2023年11月24日 - 26日、R’ sアートコート）茂木一透 役[29]
- さよならワールド　イマーシブシリーズ「アイドル」（2023年12月15日、BECKアキバ）[30][31]
- フライドBALL企画vol.63「孤高のスープ」（2024年2月28日 - 3月3日、新宿THEATER BRATS）[32]
- 舞台「迷宮旅館」vol.2『Sign～あの日の想い出～』（2024年4月18日 - 4月25日、千本桜ホール）二葉 役[33]

### 朗読劇
- メイホリックシアター02朗読劇「彼女の愛した都市伝説」（2020年11月13日 - 15日、新宿シアター・ミラクル）のばら 役
- K-FARCE朗読劇「散りて尚、」（2021年9月22日 - 26日、劇場MOMO）ヤヨイ 役
- 朗読劇「リニアダッシュ！ SCHOOL 」（2022年10月22日、六本木CLUB EDGE）茂木一透 役[34]
- 朗読劇『人生一度だけの魔法』（2022年11月3日 - 6日、池袋シアターグリーン BASE THEATER）アイリス 役[35]
- 朗読劇、ライブ「リニアダッシュ！ 02 TAKE A CHANCE」（2023年3月26日、六本木CLUB EDGE）茂木一透 役[36]
- 朗読劇、ライブ「リニアダッシュ！ 03 SAKURA SPRING」（2023年4月23日、六本木CLUB EDGE）茂木一透 役[36]
- 朗読劇『異世界転生したら大恐竜時代でオワタ。〜氷河期で奮闘編〜』（2023年6月29日 - 7月2日、コフレリオ新宿シアター）[37] ペレカニっぴ 役[38]
- 朗読劇、ライブ「リニアダッシュ！ 06 VIOLET NUMBER ONE」（2023年7月23日、六本木CLUB EDGE）茂木一透 役[39]
- 朗読劇、ライブ「リニアダッシュ！ 09 I SEE THE WORLD」（2023年10月22日、六本木CLUB EDGE）茂木一透 役
- 朗読劇、ライブ「リニアダッシュ！ 10 まったくもってX'mas 2023」（2023年12月24日、六本木CLUB EDGE）茂木一透 役[40]

### 配信
- 工藤の闇落ちTV（2020年） - YouTube
- #コンパス エンジョイ部（2020年） - ニコニコ生放送
- PlusOne Projectのぷろじぇくと（2022年 - ） - ニコニコ生放送/YouTubeLIVE
- さくち＆ひなきの『あとで消すかもチャンネル』（2022年 - ） - YouTube

- ヴェートーベンpresents【工藤ひなきグレイテスト・ショー】（2022年4月24日、2022年8月7日、2023年5月2日、2023年8月26日、2024年5月11日） - Zoom
- 🎃工藤ひなき×篠原夢 Halloween Party🎃（2021年10月31日） - SHOWROOM[41]
- ゆめひな Halloween Premium Party🎃（2022年10月30日） - SHOWROOM[42]
- ヴェートーベンpresents【工藤ひなき忘年会】（2022年12月4日） - Zoom

- PlusOne Projectのぷりぷろ at ニコニコ超会議2023「Mashup Entertainment」ブース（2023年4月29日） - ニコニコチェンネル＋
- わっしょいゲーム部コラボ！【PICO PARK】工藤ひなき視点（2023年5月23日） - ツイキャス
- 遠山玖苑24時間配信コラボ 工藤ひなき視点（2023年8月14日） - ツイキャス[43]
- 遠山玖苑配信コラボ【違う冬のぼくら】工藤ひなき視点（2023年9月7日、9月17日） - ツイキャス[44]
- ここだよ！ここなんらんど　ゲスト（2023年10月12日） - スペース[45]
- ゆめひな コラボ配信vol.3🎃Halloween Party（2023年10月16日） - SHOWROOM[46]
- ヴェートーベンpresents【工藤ひなき新年会】（2024年1月7日） - Zoom
- あなろぐゲーム同好会（2024年2月 - ） - YouTube
- SHAKE UP WALLOP（2024年5月27日） - WALLOP、YouTube[47]

### イベント
- 京まふ（京都国際マンガ・アニメフェア2018）「地下鉄に乗るっ 」特別ステージ（2018年9月6日、みやこめっせ）司会アシスタント

- ふくおラボ Another mode lv.2（2021年8月21日、AKiBA SinfoniA）第2部ゲスト
- リニアダッシュ！アフターイベント《まったくもってX’mas2021》（2021年12月18日、神田明神文化交流館 EDOCCO STUDIO）夜の部
- K-FARCE GIRLS COLLECTION 2021（2021年12月26日、中板橋新生館スタジオ～イプセンスタジオ～）第1部、第2部
- メイホリック ＼みんなと振り返る！／メイホリックスペシャルトークショー（2021年12月30日、渋谷テイクオフセブン）第1部、第2部ゲスト

- メイホリック お正月トークショー（2022年1月15日、MKビル）第2部ゲスト
- とーがね！おまつり部まつり（2022年10月21日、東金中央公園）[48][49]
- ソフボ祭Vol.12〜人生一度だけの魔法〜（2022年11月12日、池尻大橋 #chord）
- 即興コントステージ（2022年11月20日、大塚ドリームシアター）

- ゆめひな Secret Party vol.1（2023年6月25日、都内某所）[50]
- Studio K'z ファン感謝祭2023 舞台「15少女漂流記2023」トークショー（2023年12月27日、池袋・シアターKASSAI）
- ひな基地出張版～いっしょに誕生日を祝おうよ～（2024年2月24日、カギカッコ）２部制[51][52]
- とーがね！クロニクル　緊急制作発表会！（2024年3月10日、東金商工会館４F）[53]
- 【ベイビーウルフ】私立人狼アイドル学園74限目（2024年4月28日、スリアロβスタジオ）[54]
- ふじさわ産業フェスタ2024（2024年5月25日、藤沢市民会館周辺・秩父宮記念体育館）[55]
- 【ベイビーウルフ】私立人狼アイドル学園75限目（2024年5月26日、スリアロβスタジオ）
- 舞台「迷宮旅館」オフ会（2024年6月15日、カギカッコ）
- 【ベイビーウルフ】私立人狼アイドル学園76限目（2024年6月23日、スリアロβスタジオ）

### ライブ
- アーラェ　アンゲリーライブ『Rainbow Fes 9th』（2022年5月6日、ラゾーナ川崎プラザソル）
- Rainbow Fes 9th（2022年5月29日、新宿ANTIKNOCK）第2部
- 横浜純情Night☆@Yokohama mint hall（2022年9月23日、Yokohama mint hall）
- モンフェス 2022 WINTER（2022年12月15日、池袋harevutai）＜セプテントリオンとして参加＞[56]

- Galpo! Live Show Vol.21（2023年3月29日、秋葉原　P.A.R.M.S）＜セプテントリオンとして参加＞[57][58]
- U'sコレクションガールズvol.6（2023年3月31日、代々木ミューズホール）＜セプテントリオンとして参加＞
- DoubleArrow × Alae angeli（2023年4月30日、青山RizM）
- UPSTART GIRLS FES （2023年5月3日、GARDEN 新木場 FACTORY）＜セプテントリオンとして参加＞
- Galpo! Live Show Vol.22（2023年5月17日、秋葉原　P.A.R.M.S）＜セプテントリオンとして参加＞[59][60]
- 遠山玖苑 生誕クエスト《うぉんだ〜らんどにあいにきて！》（2024年1月27日、新高円寺LOFTX）＜わっしょいゲーム部としてゲスト参加＞[61]
- ROBO+きゅんTV LIVE（2024年2月17日、新宿HEIST）[62]
- Otogi meeting（オトギミーティング）VOL.１（2024年3月9日、YOKOHAMA COAST garage+）[63]
- アイプラアイドルゲート～はせぴー生誕祭～（2024年6月８日、池袋リヴォイス）＜ベイビーウルフとして参加＞
- 池袋解放区 -FREE GIG-（2024年6月9日、池袋リヴォイス）＜ベイビーウルフとして参加＞
- ベイビーウルフライブ（2024年6月22日、東京ドイツ村）＜ベイビーウルフとして参加＞[64]

## ディスコグラフィ
A応Pでの活動については「A応P」を参照

### キャラクターソング
| 発売日   | 商品名                                               | 歌                       | 楽曲                | 備考                                       |
| 2021年   | 2021年                                               | 2021年                   | 2021年              | 2021年                                     |
| -------- | ---------------------------------------------------- | ------------------------ | ------------------- | ------------------------------------------ |
| 12月10日 | ボイスドラマCD「リニアダッシュ！VOICE 01 ADMISSION」 | LFCアカデミー訓練生      | 「それぞれのSTORY」 | 舞台『リニアダッシュ！』関連曲             |
| 12月10日 | ボイスドラマCD「リニアダッシュ！VOICE 01 ADMISSION」 | オールキャスト           | 「栄光のゴールへ」  | 舞台『リニアダッシュ！』関連曲             |
| 2023年   |                                                      |                          |                     |                                            |
| 2月      | とーがね！おまつり部 Original Sound Track（仮）      | 神代すばる（工藤ひなき） | 「おどりゃんせ」    | テレビアニメ『とーがね！おまつり部』関連曲 |